# Parabalaenanemertes zonata
Parabalaenanemertes zonata är en djurart som tillhör fylumet slemmaskar, och som först beskrevs av Louis Joubin 1906.  Parabalaenanemertes zonata ingår i släktet Parabalaenanemertes och familjen Pelagonemertidae. Inga underarter finns listade i Catalogue of Life.